# 파캔OPC
파캔OPC는 레이저프린터의 부품인 OPC 드럼(Organic Photoconductor Drum) 및 관련 부품을 제조 판매하는 코스닥 상장 기업이었다. 그러나 이제는 이미 망한 회사다.

## 역사
회사의 전신은 특수 도장 및 컨테이너 부품 사업을 위해 1984년 설립된 (주)대원 기공이다. 대원 기공이 삼성전기로부터 영업 양수한 OPC 사업부문을 2005년 회사분할하여 만든 회사가 파캔OPC이지만, 경영자가 기업환경을 무시하고 무리한 국내설비 투자에 따른 경영실적 부실로 2016년 마이더스성장1호조합으로 경영권을 넘겼다. 이후 OPC사업중단.  상호변경을 (주)스페로 글로벌으로 변경 후  (주) 미래 SCI로 다시 변경했고, 상장폐지 되었다.  고객(삼성전자)과 제품이 좋은 회사였지만, 오너(대주주)의 경영무능으로 이제는 존재하지 않는 회사다.

## 사업
이 회사의 매출은 100%가 OPC 드럼 및 칩 생산에서 나오며, 전체 매출액의 40%는 삼성전자에 대한 OEM 납품에서 나왔다. 2010년 말부터 가격경쟁력이 중국에 뒤지는데도 국내에 무리한 생산시설 투자를 했다. 경영자(사장)의 무능이다. 당시 고객사 삼성전자는 생산기지를 중국으로 이전한 상태였다.

2011년부터 매년 50억에서 150억대의 순손실을 기록했고, 2013년 9월 4,000원대였던 주가는 2014년 600원대로 떨어져 시가총액이 100억원 가량으로 주저앉았다. 인수한 (주) 미래 SCI는 계속적인 적자로 상장이 폐지되었다.
경영자의 능력과 자질이 왜 필요한가를 보여주는 좋은 예이다. 중소기업의 경영능력이 없는 2세는 경영에 참여하지 말고 대주주로만 남아 있는 것이 직원과 회사, 국가경제에 더 보탬이 된다. 비지니스 마인드와 사회 경험이 전무한 20대, 30대 젊은 2세를 최고경영자로 회사를 경영하게 하는 일은 모두에게 비극이다. 

## 같이 보기
- 동전주

## 참고 자료
- [특징주] 파캔OPC, 적자 지속에 하락, 2014.03.17, 조선일보
- 검찰, 울산 대원그룹 총괄사장 ‘계열사 부당지원’ , 배임 혐의로 기소, 2023.02.02, 조선일보